# Oberelsaff
Oberelsaff ist ein Ortsteil der Ortsgemeinden Neustadt (Wied) und Vettelschoß im rheinland-pfälzischen Landkreis Neuwied. Ein kleinerer Teil im Westen der Ortschaft liegt auf dem Gebiet der Ortsgemeinde Windhagen, der Hauptteil gehört zu Neustadt (Wied).

## Geographie
Oberelsaff liegt zwischen 190 und 200 m ü. NHN in einem durch Grünland geprägten Talabschnitt des Pfaffenbach-Zuflusses Elsaffer Bach (auch Hallerbach genannt), dem hier von Süden der Seelbach zufließt. Während der am nordwestlichen Ortsrand verlaufende Elsaffer Bach die Grenze zwischen Neustadt (Wied) (Gemarkung Elsaffthal) und Windhagen (Gemarkung Rederscheid) bildet, markiert der Seelbach die Grenze zwischen Neustadt (Wied) und Vettelschoß. Oberelsaff weist das Siedlungsbild eines Straßendorfs auf, das sich entlang der in Südwest-Nordost-Richtung verlaufenden Landesstraße 252 (Vettelschoß–Wiedmühle) erstreckt. Im Westen der Ortschaft befindet sich am Hallerbach die Hohner Mühle, die zur Gemarkung von Rederscheid gehört. Nach Nordosten geht Oberelsaff fließend in den Ortsteil Mittelelsaff über.

## Geschichte
Oberelsaff gehörte ursprünglich zur Honnschaft „Elsaff im Thal“ im Kirchspiel Neustadt und unterstand der Verwaltung des kurkölnischen Amtes Altenwied. Direkt südwestlich verlief die Grenze zur Honnschaft Lohrscheid (Vettelschoß), nordwestlich die zur Honnschaft Rederscheid. Erstmals erwähnt wurde der Ort spätestens 1660 als „Ober-Elsaff“ bei einer Inventur (Bestandsaufnahme) der Ansiedlungen im Amt Altenwied. Im Jahre 1670 war westlich von Oberelsaff auf dem Gebiet der Honnschaft Rederscheid die Hohnermühle hinzugekommen. Der Ort lag damals an einem Pfad, der von Vettelschoß aus durch ein unbefestigtes Moorgelände („Walheld“) in das Elsaffthal hinab führte und als „Hohlweg“ bezeichnet wurde.
Das Gebiet des Amtes Altenwied fiel infolge des Reichsdeputationshauptschlusses (1803) zunächst an den Fürsten zu Wied-Runkel und bei der Bildung des Rheinbundes (1806) an das Herzogtum Nassau und 1815 nach dem Wiener Kongress an das Königreich Preußen. Das Elsaffthal mit Oberelsaff bildete ab 1817 eine Gemeinde im Kreis Neuwied, die zunächst von der Bürgermeisterei Altenwied verwaltet wurde. Nachdem diese 1823 aufgelöst und auf die Bürgermeistereien Asbach (mit Rederscheid) und Neustadt (mit Elsaffthal und Vettelschoß) aufgeteilt wurde, lag Oberelsaff an der Grenze beider Bürgermeistereien. In den 1860er-Jahren wurde die Verkehrsanbindung des Ortes durch den Bau der Provinzialstraße (heutige L 252) zwischen Vettelschoß und Neustadt wesentlich verbessert. Bevölkerungsmäßig stagnierte der Weiler im 19. Jahrhundert und wuchs nicht über die Größe von zehn Wohnhäusern hinaus.
Seit 1912 führte am Rande von Oberelsaff die Bahnstrecke Linz–Neustadt vorbei, deren Bahndamm vom Hallerbach und seinem angeschlossenen Mühlengraben dazu in neu angelegten Tunneln unterquert werden musste. 1934/1935 entstand westlich des Seelbachs auf dem Gebiet der Gemeinde Vettelschoß eine Antoniuskapelle, nebenstehend wurden in der nachfolgenden Zeit zwei Wohnhäuser errichtet.
Im Rahmen der rheinland-pfälzischen Verwaltungs- und Gebietsreform wurde die Gemeinde Elsaffthal zum 1. Januar 1969 aufgelöst und der neu gebildeten Ortsgemeinde Neustadt (Wied) zugeordnet, die Gemeinde Rederscheid am 7. November 1970 in die Gemeinde Windhagen eingegliedert und gleichzeitig die Gemeinde Vettelschoß der Verbandsgemeinde Linz am Rhein zugeordnet. Seither gehört Oberelsaff einschließlich der Hohner Mühle zu drei Gemeinden und zwei Verbandsgemeinden.

### Einwohnerentwicklung
| Jahr | Einwohner |
| ---- | --------- |
| 1816 | 46        |
| 1828 | 61        |
| 1843 | 36        |
| 1885 | 44        |
| 1987 | >61       |
| 2020 | 46        |

## Hohner Mühle
Die Hohner Mühle auf der Gemarkung von Rederscheid (50° 37′ 6,2″ N, 7° 21′ 53,7″ O) bestand als eine von vier Mühlen, die im Laufe der Geschichte vom Hallerbach betrieben wurden. Sie geht mindestens bis auf das Jahr 1670 zurück, als sie noch als Ölmühle diente. Damaliger Pächter war Franz Prangenberg aus der etwa ein Kilometer nordwestlich gelegenen Ortschaft Hohn. Der Umfang des in der Ölmühle gewonnenen Rapsöls wird mit täglich 180–200 kg angegeben. Der heute erhaltene Bau entstand 1848, als die Hohner Mühle um eine Getreidemühle erweitert wurde. Diese hatte eine Mahlleistung von täglich 30 Zentnern Mehl. Eine 15 Hektar umfassende landwirtschaftlich betriebene Fläche ergänzte die Hohner Mühle. 1885 zählte der Wohnplatz Hohnermühle drei Einwohner. 1890 entstand auf der gegenüberliegenden Vettelschoßer Bachseite ein als Wohnstätte dienendes Fachwerkhaus, das 1932 durch ein Wohnhaus in Massivbauweise ersetzt wurde.
Am Ende des Zweiten Weltkriegs erlitt die Mühle, die im März 1945 Quartier der deutschen Truppen war, schwere Beschädigungen. Der anschließende Wiederaufbau erfolgte im Fachwerkstil. 1962 wurde der Betrieb der Hohner Mühle aus wirtschaftlichen Gründen eingestellt. Das Mühlengebäude steht heute als Kulturdenkmal unter Denkmalschutz.

## Antoniuskapelle

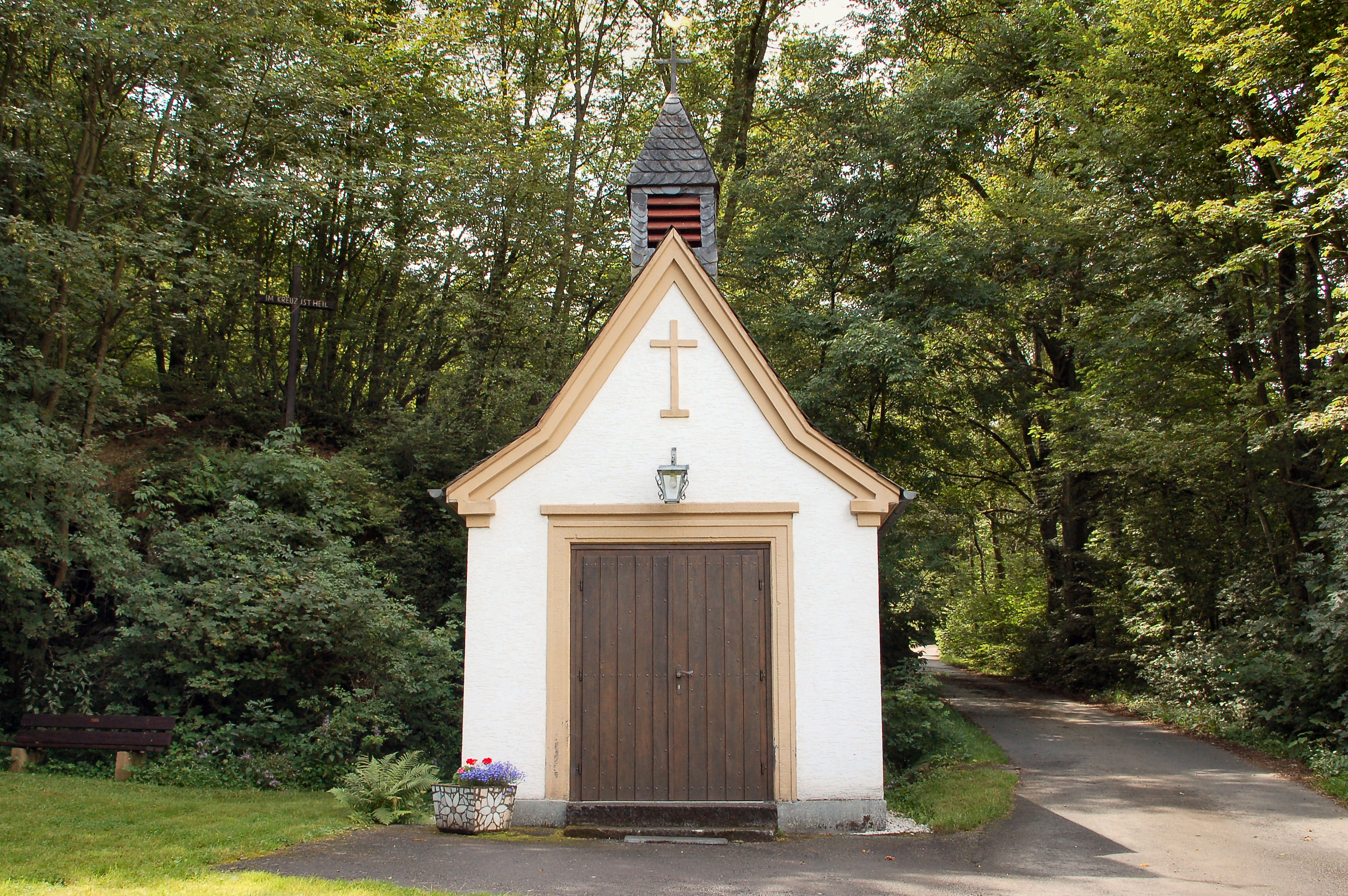
St. Antoniuskapelle

Die am 9. Juni 1935 geweihte Antoniuskapelle liegt westlich des Seelbachs und südlich des Hallerbachs auf der Gemarkung von Vettelschoß (50° 37′ 2,9″ N, 7° 21′ 56,5″ O). Errichtet wurde die Kapelle von Oberelsaffer Bürgern aus Dank über den gerichtlichen Freispruch des Vettelschoßer Pastors Alois Löw, der von örtlichen NSDAP-Funktionären für öffentlich geäußerte Kritik an der Partei angeklagt worden war. Die Weihung auf den heiligen Antonius von Padua ist auf regelmäßige Wallfahrten von Oberelsaff in die gleichnamige Kapelle in Erl zurückzuführen. Geplant war zunächst der Bau eines einfachen Heiligenhäuschens. Vor Weihnachten 1934 wurden die Fundamente der Kapelle mit dem Grundriss 4 mal 5 Meter gesetzt, im Frühjahr 1935 erfolgte die Fertigstellung.
Alljährliche Prozessionen führten bereits seit 1936 am Antoniustag (13. Juni) von Vettelschoß zur Kapelle in Oberelsaff. Am Ende des Zweiten Weltkriegs wurden im März 1945 Dach, Fenster und Stühle schwer beschädigt. Die ursprünglich in der Kapelle stehende, aber für die Größe des Gebäudes überdimensionierte Antoniusstatue wurde ein bis zwei Jahre später in die Windhagener Pfarrkirche St. Bartholomäus versetzt und durch eine kleinere Statue ersetzt. 1946 erhielt die Kapelle einen Dachreiter in Form eines Glockenturms, 1949 folgte die Ausmalung. 1988 begann eine erste Renovierung der Antoniuskapelle. Der neogotische Marienaltar der Kapelle stammt aus der Marienkapelle des Klosters St. Anna in Remagen.